# تاو خرچنگ
تاو خرچنگ یک ستاره است که در صورت فلکی خرچنگ قرار دارد.